# Beaulieu-sur-Loire
Beaulieu-sur-Loire je francouzská obec v departementu Loiret v regionu Centre-Val de Loire. V roce 2010 zde žilo 1 785 obyvatel.

## Vývoj počtu obyvatel
Počet obyvatel